# Paidika
Paidika: The Journal of Paedophilia foi uma revista acadêmica publicada entre 1987 e 1995 nos Países Baixos, dedicada ao estudo da pedofilia, a partir de uma perspectiva positiva e normalizadora. Entre os membros da sua equipa editorial, alguns deles diretamente relacionados com o ativismo pedófilo, havia especialistas como Frits Bernard, Edward Brongersma, Vern L. Bullough e D. H. (Donald) Mader.  

## História
Segundo as informações da revista, Paidika visava "analisar a vasta gama de questões culturais, históricas, psicológicas e literárias relacionadas com o desejo e as relações sexuais entre adultos e crianças", tentando criar uma "história oficial" da pedofilia.

## Reações
Durante os seus nove anos de existência, Paidika sempre foi fiel às orientações de Vern Bullough.
No entanto, apesar do seu valor científico, a revista foi atacada com freqüência e desacreditada como "revista pedófila". O fato de ter um carácter ativista levou muitas pessoas a minimizar a importância das pesquisas publicadas na revista. Bullough e outros foram atacados por fazer parte do seu conselho editorial e a doutora Laura Schlessinger e outros tentaram desacreditar os academistas que tinham publicado artigos nela ou concedido entrevistas para Paidika (como Bruce Rind, Bauserman Robert e Underwager Ralph). Scott O. Lilienfeld observou que a "doutora Laura caiu vítima de uma falácia genética, o erro na avaliação da validade de um argumento, considerando suas origens".